# М'якинницино
М'яки́нницино (рос. Мякинницыно) — присілок у складі Великоустюзького району Вологодської області, Росія. Адміністративний центр Верхньоварженського сільського поселення.

## Населення
Населення — 188 осіб (2010; 256 у 2002).
Національний склад (станом на 2002 рік):
- росіяни — 100 %